# Cladonia scholanderi
Cladonia scholanderi är en lavart som beskrevs av Henry des Abbayes. 
Cladonia scholanderi ingår i släktet Cladonia och familjen Cladoniaceae. Inga underarter finns listade i Catalogue of Life.